# The Gasparilla Inn & Club
The Gasparilla Inn & Club est un hôtel américain situé à Boca Grande, en Floride. Ouvert en 1913, il est membre des Historic Hotels of America depuis 2007.